# 모기골

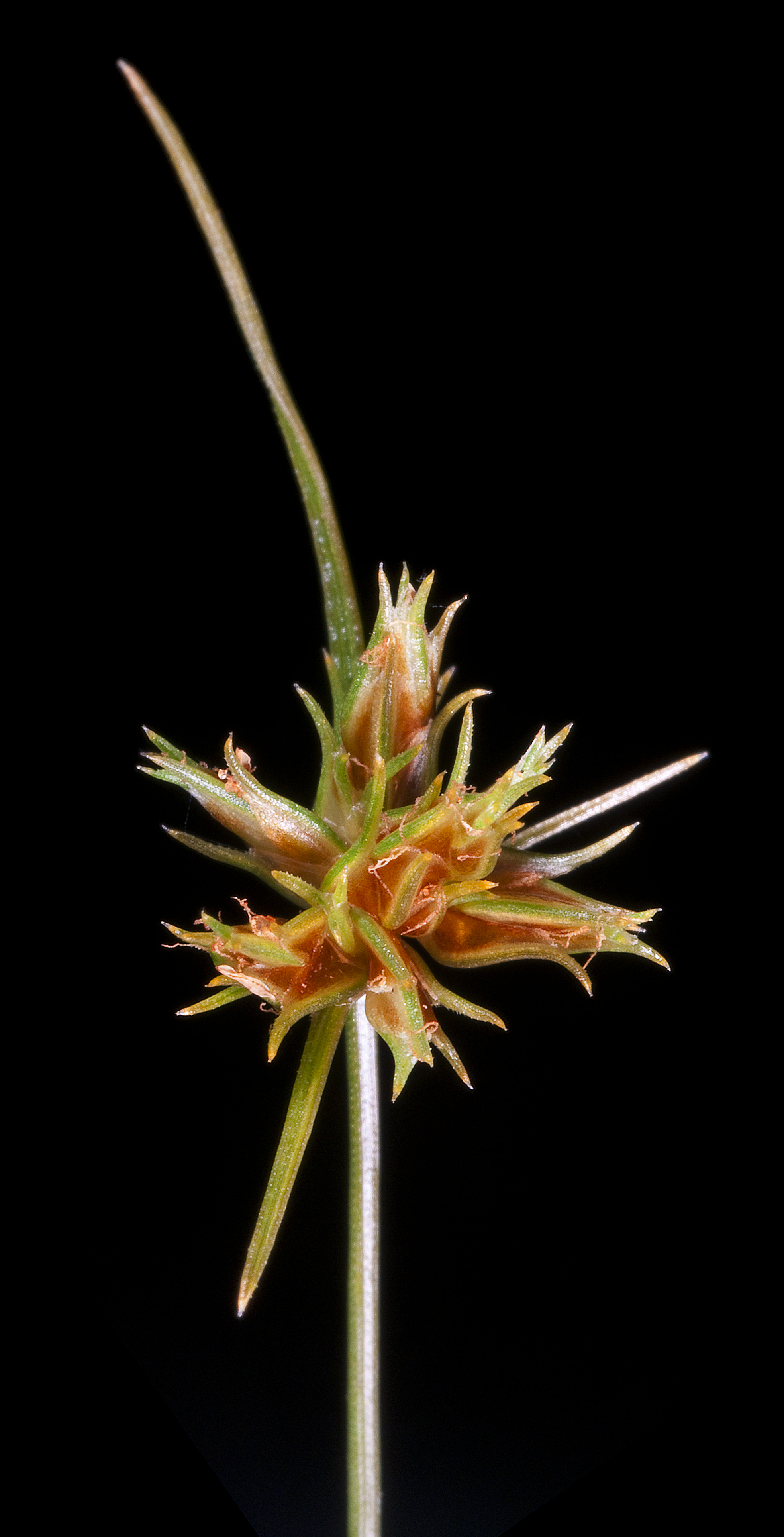

모기골(Bulbostylis barbata)은 한국·중국·일본·타이완·인도·말레이시아·오스트레일리아 등지에 분포하는 한해살이풀이다. 모기풀이라고도 한다. 바닷가 모래땅이나 바다 가까운 곳의 양지바른 곳에서 자란다. 높이는 5-40cm이고 여러 개의 대가 한 포기에서 나오며 수염뿌리가 있다. 잎은 밑부분에만 달리고 좁은 선형이며, 잎집은 길이 5-20㎜로서 연한 갈색이다. 꽃은 8-9월에 연한 갈색으로 피며, 꽃줄기 끝에 모여 1개의 두상꽃차례처럼 된다. 포(苞)는 1-3개로 길이가 일정하지 않고, 작은이삭은 3-20개이며 길이 3-8㎜의 타원상 피침형으로 검은 빛이 돈다. 비늘조각은 난형이고 가장자리에 털이 있으며 뒤로 젖혀진다. 수술은 1개이고 암술머리는 3개로 갈라진다. 열매는 수과로서 세모지고 부리는 흑갈색이다.